# Musa lanceolata
Musa lanceolata là một loài thực vật có hoa trong họ Musaceae. Loài này được Warb. ex K.Schum. miêu tả khoa học đầu tiên năm 1900.